# Prinia
Genre

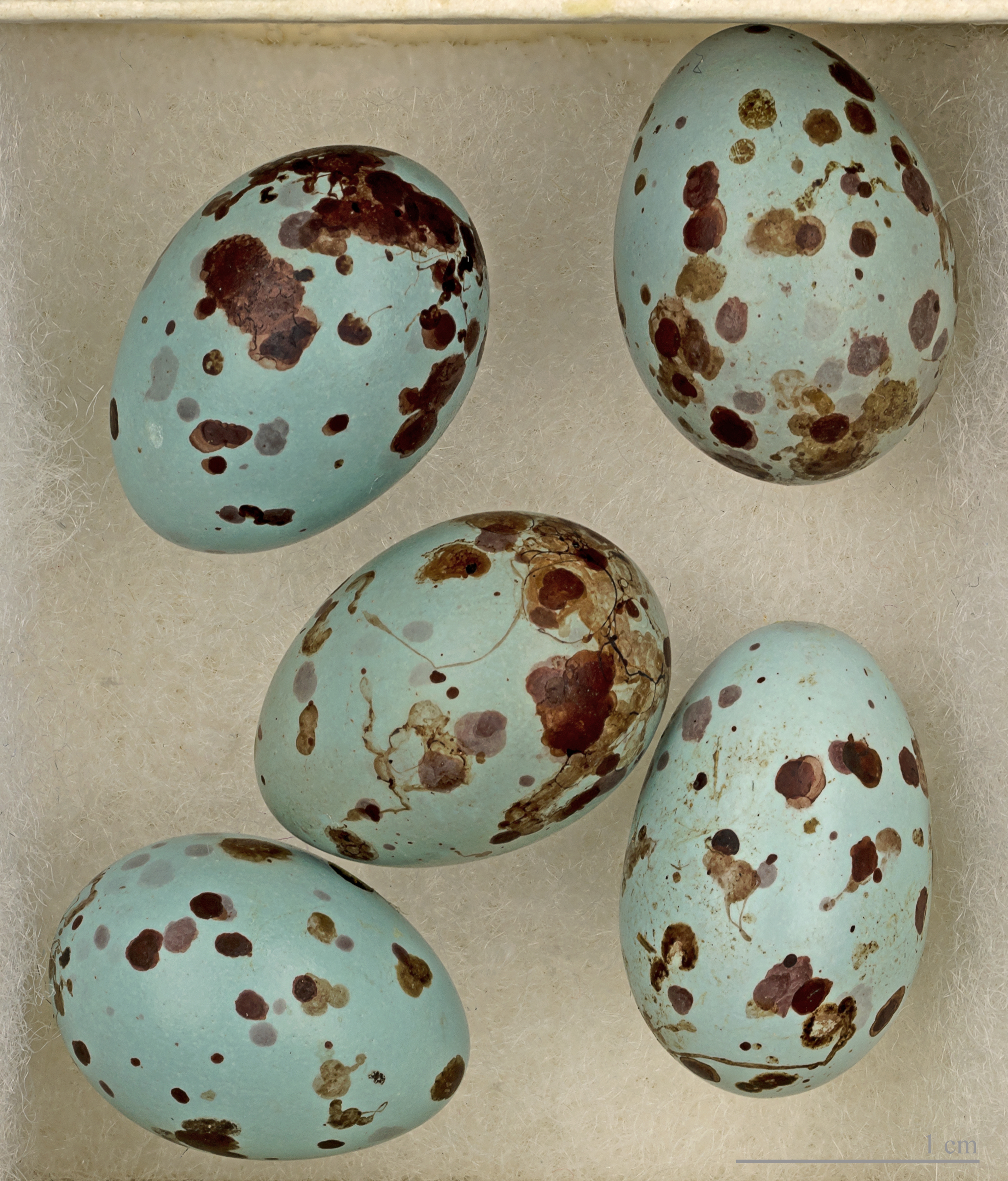
Œufs de Prinia molleri
Muséum de Toulouse

Prinia est un genre de passereaux de la famille des Cisticolidae.

## Liste d'espèces
Selon la classification de référence du Congrès ornithologique international (version 14.2, 2024) :
- Prinia crinigera – Prinia crinigère
- Prinia striata – Prinia de Swinhoe
- Prinia polychroa – Prinia des montagnes
- Prinia cooki – Prinia de Birmanie
- Prinia rocki – Prinia d'Annam
- Prinia atrogularis – Prinia à gorge noire
- Prinia khasiana – Prinia à calotte rousse
- Prinia superciliaris – Prinia des collines
- Prinia cinereocapilla – Prinia à calotte grise
- Prinia buchanani – Prinia à front roux
- Prinia rufescens – Prinia roussâtre
- Prinia hodgsonii – Prinia de Hodgson
- Prinia gracilis – Prinia gracile
- Prinia lepida – Prinia délicate
- Prinia sylvatica – Prinia forestière
- Prinia familiaris – Prinia bifasciée
- Prinia flaviventris – Prinia à ventre jaune
- Prinia socialis – Prinia cendrée
- Prinia subflava – Prinia modeste
- Prinia inornata – Prinia simple
- Prinia somalica – Prinia pâle
- Prinia fluviatilis – Prinia aquatique
- Prinia flavicans – Prinia à plastron
- Prinia maculosa – Prinia du Karoo
- Prinia hypoxantha – Prinia du Drakensberg
- Prinia molleri – Prinia de Sao Tomé
- Prinia bairdii – Prinia rayée
- Prinia melanops – Prinia à face noire
- Prinia erythroptera – Prinia à ailes rousses
- Prinia rufifrons – Apalis à front roux